# Спира, Цви Элимелех
Цви Элимелех Спира из Дынува (ивр. צבי אלימלך שפירא‎) (1783 — 1841) — хасидский цадик, раввин, каббалист, основатель династии Дынувских хасидов.

## Биография
Являлся племянником Элимелеха из Лиженска и учеником Менахем-Мендла из Рыманова, Якова Ицхак Горовица и Исраэля бар Шабатай Офштейна. Попеременно был раввином нескольких городов Польши (Рыботице, Стшижуве, Олешице, Мукачеве, Ланьцуте, Галице и Дубецко), вёл работу из Дынува. Плодовитый писатель, известен как автор «Бней Йиссачар», классического хасидского текста, содержащего беседы о Торе. Он также является автором множества других работ на различные темы. Упорно боролся против движения Хаскала.
Традиции Цви Элимелеха Спира из Дынува продолжают его потомки и раввины в Бруклине. А его могила в Польше стала местом паломничества хасидов.